# Frans van den Zype (chanoine)
Pour les articles homonymes, voir Frans Van den Zype.
Frans Van den Zype ou sous sa forme latinisée Franciscus Zypaeus (1578, Malines - 4 novembre 1650, Anvers), était un savant canoniste flamand, dont les écrits forment une importante source d'information sur l'histoire des institutions dans les Pays-Bas méridionaux,.

## Vie
Il naquit dans une vieille famille patricienne flamande et son père fut seigneur de Cauwendael. Son frère fut le moine bénédictin et abbé Hendrick Van den Zype.
L'exercice du culte catholique étant alors proscrit dans ce village, dont les rebelles s'étaient emparés, ses parents le firent porter à Anvers pour être baptisé. Dès qu'il eut achevé ses humanités, il fut envoyé à l'Université de Louvain et, après avoir reçu le grade de maître es arts en philosophie, il se livra tout entier à l'étude de la jurisprudence. Nommé trésorier (fiscus) du collège des Bacheliers, il quitta cette place pour celle de secrétaire de Jean Lemire, évêque d'Anvers.
Il revint, en 1604, à Louvain prendre ses licences. La thèse qu'il soutint à cette occasion lui fit beaucoup d'honneur. Défenseur zélé des droits du souverain pontife et des privilèges de l'Eglise, il s'acquit l'estime de la plupart des prélats des Pays-Bas et obtint de nombreux bénéfices. Il mourut grand vicaire de l'évêché d'Anvers, le 4 novembre 1650, à l'âge de 72 ans, laissant la réputation d'un profond jurisconsulte. L'épitaphe placée sur son tombeau, 
dans l'église Ste-Marie, est rapportée par Jean-François Foppens, Bibliotheca Belgica, p. 318.

## Œuvres
On a de lui :
1. Juris pontificii novi analytica enarratio, Cologne, 1624, in-8 ; 3e édition corrigée et augmentée, ibid. ; 1641, in-4 ;
2. Judex, magistratus, senator, libri tres, Anvers, 1633, in-folio ;
3. Noticia juris Belgici, ibid. ; 1635, in-4 ;
4. Consultationes canonicae, pleræque ex novissimo jure concilii Tridentini receptiorumque pontificum constitutionibus depromptae, ibid, 1540, in-fol. ;
5. Responsa de jure canonico præsertim novissimo ;
6. De jurisdictione ecclesiastica et civili libri quatuor ;
7. Hiatus Jacobi Cassani obstructus, libri tres, etc. C'est une réponse à l'ouvrage de Jacques Cassan, avocat du roi à Béziers, intitulé les Recherches des droits du roi et de la couronne de France sur les royaumes, duchés, comtés, villes  et pays occupés par les princes étrangers, etc., Paris, in-4, souvent réimprimé en France.

Les Œuvres de Zypæus ont été recueillies en volumes in-folio, Anvers, 1675. Le premier volume est orné du portrait de l'auteur. Ses armoiries sont composées de trois têtes de lion vues de face, avec la devise Nil admirari, adoptée depuis par le fameux Bolingbroke).